# Ken Kindborn
Ken Kindborn (thailändisch เคน คินบอร์น; * 10. November 1995 in Valdemarsvik) ist ein schwedisch-thailändischer Eishockeyspieler der seit 2023 für KCG True in der Siam Hockey League spielt.

## Karriere
Ken Kindborn begann mit dem Eishockeyspiel in seinem Geburtsland Schweden in der Nachwuchsabteilung des Valdemarsviks IF. Über die Stationen Almtuna IS und HC Vita Hästen kam er 2015 zum Ulricehamns IFK, für den er drei Jahre in der viertklassigen Hockeytvåan. 2018 wechselte er erstmals nach Thailand, wo er für die Novotel Spitfires in der Siam Hockey League spielte. Nachdem er 2019 noch einmal für ein Jahr nach Ulricehamn zurückgekehrt war, wechselte er 2020 endgültig nach Thailand. Dort spielte er zunächst erneut für die Novotel Spitfires und anschließend bei den Lexicon Lumberjacks, bevor er sich 2023 KCG True anschloss.

### International
Kindborn nahm erstmals für Thailand an den Winter-Asienspielen 2017 teil, als der erste Platz in der Division I erreicht wurde. Bei den Südostasienspielen 2019 trug er als Topscorer maßgeblich zum Titelgewinn der Thailänder bei. Er spielte bei den Weltmeisterschaften 2022 in der Division III, als das Team aus der B- in die A-Gruppe der Division aufstieg. Dort spielte er dann bei der Weltmeisterschaft 2023 und wurde als bester Vorbereiter und drittbester Scorer nach seinem Landsmann Jan Isaksson und dem Taiwaner Lin Hung-ju auch zum besten Abwehrspieler des Turniers gewählt. Im Jahr 2024 folgte eine erneute Teilnahme in der Division III, als der Aufstieg in die Division II gelang, wozu er als erneut bester Vorbereiter und diesmal auch mit der besten Plus/Minus-Bilanz wiederum zum besten Verteidiger des Turniers und jetzt auch zum besten Spieler seiner Mannschaft gewählt. Weitere Einsätze hatte der Wahl-Thailänder bei den Qualifikationen für die Olympischen Winterspiele in Peking 2022 und in Mailand 2026.

### Trainertätigkeit
Nachdem er zuvor bereits Trainerassistent verschiedener Thailändischer Auswahlmannschaften gewesen war, betreute er die thailändischen U18-Junioren bei den IIHF Ice Hockey U18 Asia and Oceania Championships 2023 und 2024, als die Mannschaft die Silbermedaille gewann.

## Erfolge und Auszeichnungen
- 2017 Gewinn der Division I bei den Winter-Asienspielen
- 2019 Goldmedaille bei den Südostasienspielen
- 2019 Topscorer bei den Südostasienspielen
- 2022 Aufstieg in die Division III, Gruppe A, bei der Weltmeisterschaft der Division III, Gruppe B
- 2023 Bester Vorbereiter und bester Abwehrspieler der Weltmeisterschaft der Division III, Gruppe A
- 2024 Aufstieg in die Division II, Gruppe B, bei der Weltmeisterschaft der Division III, Gruppe A
- 2024 Bester Vorbereiter, beste Plus/Minus-Bilanz und bester Abwehrspieler der Weltmeisterschaft der Division III, Gruppe A
- 2024 Silbermedaille beim IIHF Ice Hockey U18 Asia and Oceania Championship (als Trainer)